# Georgië op het Eurovisiesongfestival 2016
Georgië nam deel aan het Eurovisiesongfestival 2016 in Stockholm, Zweden. Het was de 9de deelname van het land op het Eurovisiesongfestival. GPB was verantwoordelijk voor de Georgische bijdrage voor de editie van 2016.

## Selectieprocedure
Op 15 september 2015 gaf GPB aan te zullen deelnemen aan de 61ste editie van het Eurovisiesongfestival. Op 15 december 2015 maakte de Georgische openbare omroep bekend dat het Nika Kocharov & Young Georgian Lolitaz intern had gekozen om het land te vertegenwoordigen op het Eurovisiesongfestival 2016. Meteen werd ook duidelijk dat er een nationale finale georganiseerd zou worden om het Georgische nummer te selecteren. Geïnteresseerden kregen van 15 december tot 8 januari de tijd om een nummer in te zenden. Uiteindelijk ontving GPB meer dan honderd nummers, waarna een vakjury vijf nummers selecteerde. Deze werden op 3 februari vrijgegeven in het televisieprogramma Komunikatori. Vervolgens kreeg het grote publiek van 4 tot en met 15 februari de tijd om te stemmen. Op 15 februari werden de stemmen van het publiek opgeteld met die van een internationale vakjury, en werd het winnende nummer bekendgemaakt, ook ditmaal in Komunikatori. Uiteindelijk bleek Midnight gold de meeste stemmen te hebben gehaald.

## Nationale finale
| Plaats | Lied             | Jury  | Publiek | Totaal |
| ------ | ---------------- | ----- | ------- | ------ |
| 1      | Midnight gold    | 32,50 | 50,00   | 82,50  |
| 2      | Sugar and milk   | 35,00 | 1,60    | 36,60  |
| 3      | Right or wrong   | 30,00 | 0,57    | 30,57  |
| 4      | We agree         | 25,00 | 5,42    | 30,42  |
| 5      | Pain in my heart | 27,50 | 0,34    | 27,84  |

De jury en de televoters konden allebei maximaal vijftig punten geven aan een liedje. De juryleden waren journalist Andy Michejev, televisieproducent Christer Björkman, regisseur Sasha Jean Baptiste en choreograaf Marvin Dietmann. Zij mochten elk 5, 4, 3, 2 en 1 punt uitdelen aan de liedjes, waarbij de totale score werd vermenigvuldigd met tweeënhalf. Het liedje dat de meeste stemmen kreeg van de televoters ontving automatisch vijftig punten; de overige vier liedjes kregen (afhankelijk van het aantal stemmen) een score die in verhouding stond tot het lied met de meeste stemmen. Het totaal aantal punten dat het publiek zou verdelen stond dus niet op voorhand vast.
Puntenverdeling jury
| Volg. | Lied             | A.M. | C.B. | S.J.B. | M.D. | Totaal | Score |
| ----- | ---------------- | ---- | ---- | ------ | ---- | ------ | ----- |
| 1     | Midnight gold    | 5    | 3    | 2      | 3    | 13     | 32,50 |
| 2     | Pain in my heart | 4    | 2    | 4      | 1    | 11     | 27,50 |
| 3     | Right or wrong   | 3    | 1    | 3      | 5    | 12     | 30,00 |
| 4     | Sugar and milk   | 2    | 5    | 5      | 2    | 14     | 35,00 |
| 5     | We agree         | 1    | 4    | 1      | 4    | 10     | 25,00 |

Puntenverdeling publiek
| Volg. | Lied             | Stemmen | Percentage | Score |
| ----- | ---------------- | ------- | ---------- | ----- |
| 1     | Midnight gold    | 1310    | 86,3 %     | 50,00 |
| 2     | Pain in my heart | 9       | 0,6 %      | 0,34  |
| 3     | Right or wrong   | 15      | 1,0 %      | 0,57  |
| 4     | Sugar and milk   | 42      | 2,8 %      | 1,60  |
| 5     | We agree         | 142     | 9,4 %      | 5,42  |

## In Stockholm
Georgië trad in Stockholm in de tweede halve finale op donderdag 12 mei 2016 aan. Nika Kocharov & Young Georgian Lolitaz traden als zestiende van achttien acts op, net na Agnete uit Noorwegen en gevolgd door Eneda Tarifa uit Albanië. Georgië wist zich te plaatsen voor de finale op zaterdag 14 mei.
In de finale trad Georgië als drieëntwintigste van de 26 acts aan en haalde er de 20ste plaats.
2007 · 2008 · 2009 · 2010 · 2011 · 2012 · 2013 · 2014 · 2015 · 2016 · 2017 · 2018 · 2019 · 2020 · 2021 · 2022 · 2023 · 2024 · 2025
Albanië · Armenië · Australië · Azerbeidzjan · België · Bosnië en Herzegovina · Bulgarije · Cyprus · Denemarken · Duitsland · Estland · Finland · Frankrijk · Georgië · Griekenland · Hongarije · Ierland · IJsland · Israël · Italië · Kroatië · Letland · Litouwen · Macedonië · Malta · Moldavië · Montenegro · Nederland · Noorwegen · Oekraïne · Oostenrijk · Polen · Rusland · San Marino · Servië · Slovenië · Spanje · Tsjechië · Verenigd Koninkrijk · Wit-Rusland · Zweden · Zwitserland